# Öldufell
Öldufell är ett berg i republiken Island. Det ligger i regionen Suðurland, 150 km öster om huvudstaden Reykjavík. Toppen på Öldufell är 810 meter över havet.
Trakten runt Öldufell är nära nog obefolkad, med mindre än två invånare per kvadratkilometer. Det finns inga samhällen i närheten.